# Indian Reorganization Act

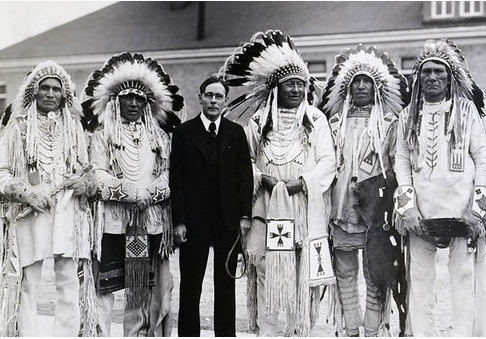
Photo de John Collier et des chefs des tribus amérindiennes après l'entrée en vigueur de la loi fédérale.

L'Indian Reorganization Act est une loi fédérale des États-Unis entrée en vigueur le 18 juin 1934 qui met fin au processus de parcellisation des terres amérindiennes introduit par le General Allotment Act de 1887, et reconnaît aux tribus amérindiennes le droit à l'autonomie.